# Печера чудес
Національний парк Куева-де-лас-Маравільяс (укр. Печера чудес) — національний парк, розташований приблизно за 15 кілометрів (9 миль) на схід від Сан-Педро-де-Макоріс і за 10 кілометрів (7 миль) на захід від Ла-Романи, на південному сході частини Домініканської Республіки на Карибському острові Еспаніола.

## Опис

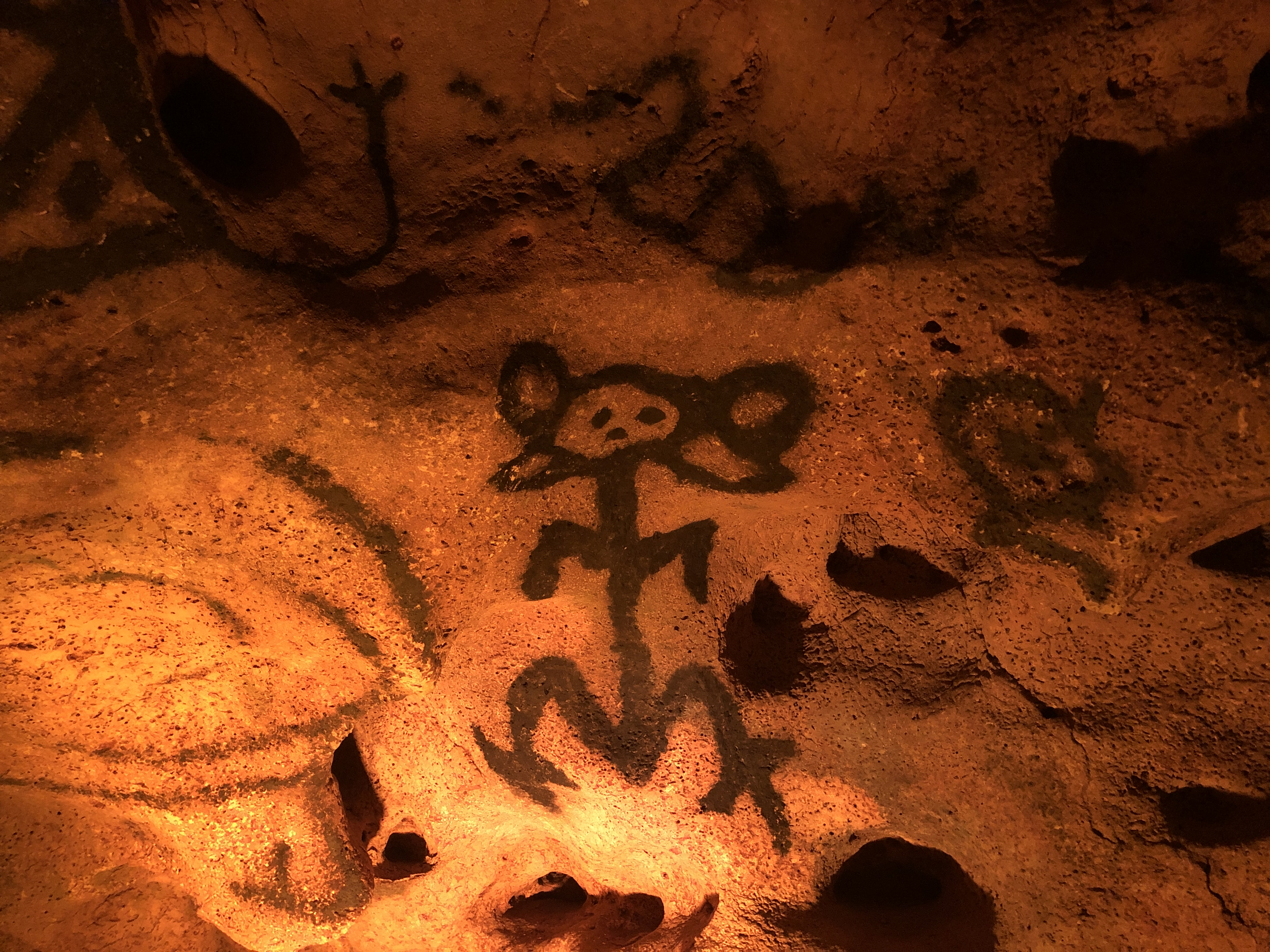
Піктограми таїно в Куевас-де-лас-Маравільяс, Домініканська Республіка

Названий на честь Печери чудес, раніше він був відомий як Ягуар Куева до 1949 року і добре відомий своїми старовинними картинами індіанців таїно.
Парк розташований на дорозі між містом Сан-Педро-де-Макоріс і Ла-Романа, недалеко від річки Соко і Куманаяса. Він завдовжки 800 метрів і 25 метрів під землею, а його площа становить 4,5 квадратного кілометра. Печери були оголошені національним парком 22 липня 1997 р.
Усередині печери ви можете побачити близько 500 картин та гравюр на стінах, пофарбованих у чорний та червоний кольори та зроблених давніми мешканцями острова таїно.
Згідно з повідомленнями, печера містить близько 10 петрогліфів (наскельні гравюри) та 472 піктограми (картини на стінах). З цих 472 144 піктограми були класифіковані як загадкові або абстрактні та химерні групи у 69 точках. Крім того, ви можете побачити 135 піктограм з обличчям людини, 18 тварин, 41 форму людини та тварини, 18 та 38 геометричних та людських.
Цікаві місця печер — дивовижні піктографічні зображення — «Водна дзеркальна галерея», яка складається зі штучного озера, що відображає, як дзеркало, вершину печери, і Велике Панно, в останній можна побачити печерний малюнок, створений таїно, який представляє поминальний ритуал, серед інших.
До різноманіття флори входять 48 природних видів араджайян, гуайга, жовта кая, лігнум вітає, пегапало, жасмин, котячий кіготь, вугілля, курка, чорна Куба, яя коричневий, кава з сірого дерева, тростинний сік, віслюк, прінгамоса та гірка палка, серед інших.
Печера відкривається у вапняковому рифі, що належить до геоморфологічної одиниці, відомої як Південно-Східна прибережна рівнина.
У 1926 році вона називалася Куева Ягуар, а в 1949 році професор Франсіско Річіес Асеведо присвоїв назву Печері чудес за красу, що відкривається всередині та все, що відвідувачі могли собі уявити, дивлячись на фігури, створені сталактитами та сталагмітами, а також на її різноманітність піктограм.